# Ilha Baixa

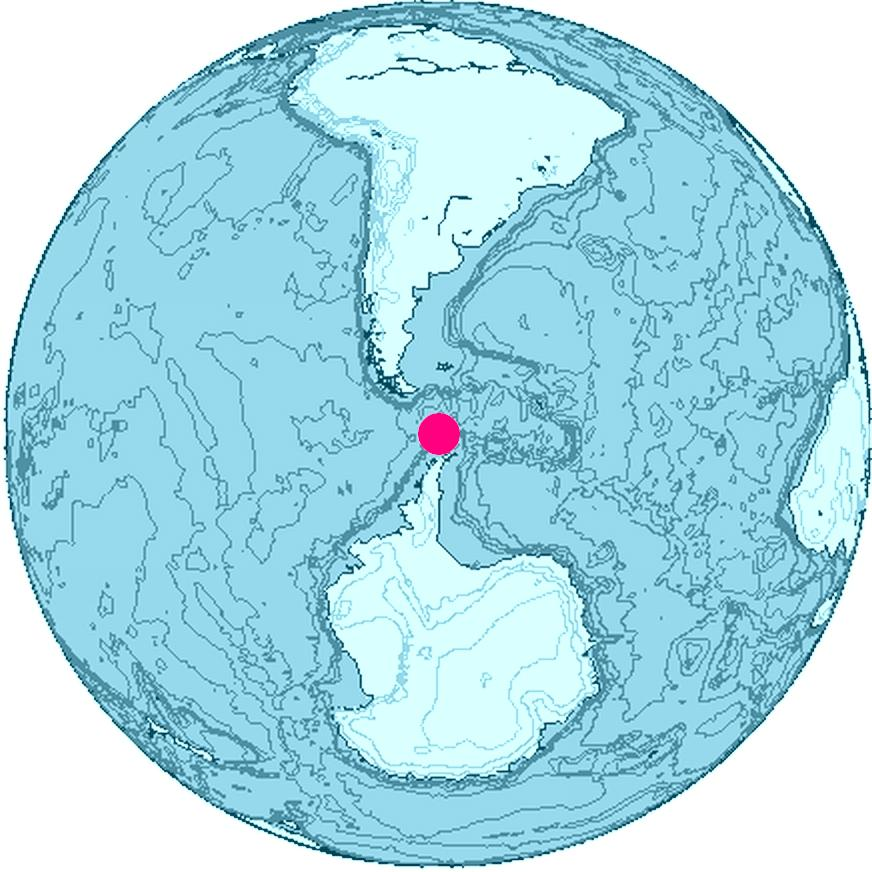
Localização da ilha Baixa

A ilha Baixa (ou isla Baja ou ilha Jameson ou ilha Jamesons) é uma ilha de 14 km por 8 km de extensão, situada a 22 km a sudeste da ilha Smith, nas ilhas Shetland do Sul. A ilha Baixa está localizada na coordenada 63° 17′ S, 62° 09′ O. Seu nome é devido a sua baixa elevação em relação ao nível do mar, e é internacionalmente reconhecido e usado há mais de 100 anos. A ilha Baixa foi muito conhecida por caçadores de foca em idos de 1820.